# Фишналлер, Доминик
Доминик Фишналлер (нем. Dominik Fischnaller, 20 февраля 1993, Брессаноне) — итальянский саночник немецкого происхождения, выступающий за сборную Италии с 2010 года. Бронзовый призёр зимних Олимпийских игр 2022. Двукратный чемпион Европы. Бронзовый призёр чемпионатов мира и Европы, двукратный чемпион мира среди юниоров, обладатель Кубка мира в категории до 23 лет, неоднократный победитель и призёр национальных первенств.

## Биография

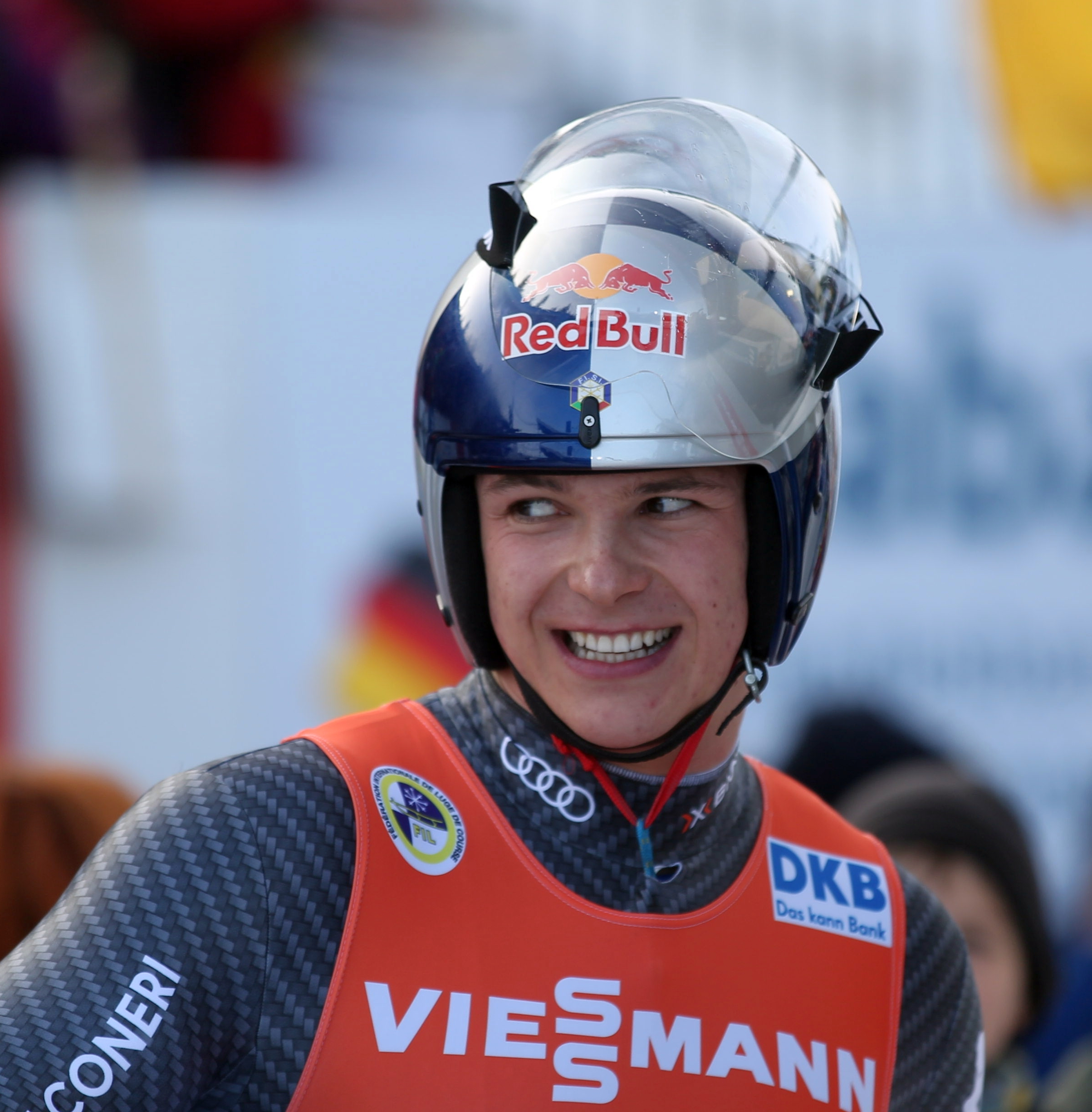
2017 год

Доминик Фишналлер родился 20 февраля 1993 года в городе Брессаноне, регион Трентино — Альто-Адидже. Активно заниматься санным спортом начал в возрасте девяти лет, постепенно стал показывать довольно неплохие результаты и в составе национальной сборной начал ездить на крупные международные старты. На юниорских мировых первенствах в общей сложности выиграл семь медалей, в том числе две золотые в зачёте одноместных саней и в программе командной эстафеты. В сезоне 2010/11 завоевал юниорский Кубок мира.
На взрослом Кубке мира Фишналлер дебютировал в 2010 году, однако принял участие лишь в нескольких отдельных заездах, и в общем зачёте расположился пятнадцатой строке. Год спустя впервые в карьере побывал на взрослом чемпионате мира, на трассе немецкого Альтенберга показал одиннадцатое время, тогда как на этапе мирового кубка в Кёнигсзее впервые оказался на подиуме, одержав победу в командной эстафете (в общем зачёте по итогам сезона был девятым). На чемпионате мира 2013 года в канадском Уистлере занял шестнадцатое место в индивидуальной программе и шестое вместе со смешанной итальянской командой, а чуть ранее на этапе Кубка мира в Кёнигсзее взял свою первую медаль в мужских одноместных санях, пропустив вперёд только немца Давида Мёллера и россиянина Альберта Демченко.
В 2014 году Фишналлер побывал на Олимпийских играх в Сочи, где финишировал шестым в мужской одиночной программе.
Помимо участия в состязаниях по санному спорту Доминик Фишналлер также служит в итальянской полиции, а в свободное время играет в футбол и ходит в бассейн. Приходится младшим братом саночнику Хансу Петеру Фишналлеру, который тоже состоит в сборной и специализируется на двухместных санях, двоюродный брат юниора Кевина Фишналлера.
На XXIV зимних Олимпийских играх в Пекине Доминик во второй день соревнований 6 февраля 2022 года в одиночном спуске завоевал олимпийскую бронзовую медаль.